# پردیس سینمایی صبا
پردیس سینمایی صبا یک پردیس سینمایی در تهران، ایران است.
این پردیس سینمایی که متعلق به شرکت خانه فیلم است، در میدان حر، خیابان کارگر جنوبی قرار دارد، در ۱۲ بهمن ۱۳۹۹ با پنج سالن سینما با ظرفیت ۸۰۰ صندلی افتتاح شده‌است.